# Gleb Pavlovskij
Gleb Olegovič Pavlovskij (rusky Глеб Оле́гович Павло́вский; 5. března 1951 Oděsa – 26. února 2023 Moskva) byl ruský politolog, který sám sebe označoval také za „politického technologa“. V sovětské éře byl stíhán jako disident. V letech 1996 až 2011 byl politickým poradcem Vladimira Putina. Od té doby byl kritikem ruské vlády.
Pavlovskij byl prezidentem Fondu efektivní politiky (FEP). V roce 1997 se podílel na vzniku „Ruského deníku“, jedné z nejstarších ruských internetových stránek. Pavlovskij a FEP organizovali a financovali mnoho prvních webových stránek na Runetu, včetně populárního zpravodajského portálu Lenta.ru. V letech 2005 až 2008 Pavlovskij moderoval týdenní televizní komentář „Skutečná politika“, který se vysílal v sobotu ve 22:00 na ruské televizi NTV. V roce 2012 se stal šéfredaktorem ruskojazyčného blogu Gefter.ru.